# Berit Carow
Berit Carow (* 12. Januar 1981 in Berlin) ist eine deutsche Ruderin. Sie startet meist im Leichten Doppelzweier, seltener auch im Einer. Ihr Verein ist die Ruder-Gesellschaft HANSA (Hamburg), ihre Trainerin Rita Hendes.

## Karriere
Ihren ersten Erfolg konnte Berit Carow bei den Studenten-Weltmeisterschaften im Jahr 2004 feiern, als sie den ersten Platz im Leichten Doppelzweier belegte. Im folgenden Jahr startete sie beim Ruder-Weltcup und erreichte im Leichten Doppelzweier Platz drei in Eton und Platz zwei in München. Die Platzierung in München konnte Carow 2006 wiederholen.
Bei den Ruder-Weltmeisterschaften 2006 in Eton gewann Berit Carow die Silbermedaille in der Einer-Konkurrenz. 2007 bei den Weltmeisterschaften in München erreichte sie den dritten Platz im Leichten Doppelzweier. 2008 belegte Carow bei ihren Weltcup-Starts im Doppelzweier den dritten Platz in Luzern, den zweiten in Posen und den ersten in München. Bei der Deutschen Kleinbootmeisterschaft erreichte sie im Einer den zweiten Platz.
Berit Carow gehörte zum deutschen Kader für die Olympischen Sommerspiele 2008 in Peking.